# Serixia optabilis
Serixia optabilis là một loài bọ cánh cứng trong họ Cerambycidae.